# Limp Bizkit
Limp Bizkit je americká nu metalová kapela založená v roce 1994. Skupinu tvoří frontman Fred Durst, kytarista Wes Borland, basák Sam Rivers, bubeník John Otto a DJ Lethal.
Limp Bizkit prodali celosvětově 33 milionů desek a vydali čtyři kompletní studiová alba (The Unquestionable Truth (Part 1) je EP). Od skupiny se v roce 2001 oddělil Wes Borland, kterého nahradil Mike Smith na Results May Vary. Poté se ke kapele znovu připojil při tvorbě The Unquestionable Truth (Part 1), načež Limp Bizkit opět opustil. Nakonec se v roce 2009 skupina sjednotila a plánuje vydání nového CD s názvem Gold Cobra. 31.10. 2021 vyšla deska Still Sucks, která je víc hip-hopovější.

## Historie

### Počátky
Skupina Limp Bizkit byla založena roku 1994 na Floridě, ve městě Jacksonville. Zakládající členové byli Fred Durst a Sam Rivers, později se přidal Samův bratranec John Otto a jako poslední skupinu doplnil Wes Borland. Skupina se ve svých počátcích jmenovala Limp Bizcut. Když roku 1995 hráli v Jacksonville Korn, nechal se jejich basák Fieldy od Freda tetovat. Když se na Floridě objevili podruhé vzali si od LB jejich demo a dali ho svému producentovi Rossu Robinsovi. Díky těmto kontaktům vyjeli LB na turné se skupinami Deftones a House of Pain. Během turné se seznámili s DJem skupiny House of Pain a ten se po jejich rozpadu k LB přidal.

### První úspěchy
Po tomto turné, tedy roku 1997, vydávají své debutové album Three Dollar Bill, Yall$. Obsahuje songy jako „Faith“ nebo „Counterfeit“. V letech 1997/1998 se tahle partička stává velice známá, koncertují se skupinami Faith No More a Primus. Začínají se také objevovat na MTV.
Další album se jmenuje Significant Other (1999). Po jeho vydáni se stávají světoznámou skupinou. Obdrželi také spoustu cen, mj. například MTV Video Music Awards za nejlepší rockové video („Break Stuff“) a nejlepší hip-hopové video („N2gether now“). Album obsahuje také spoustu dalších skvělých skladeb, např. živou verzi „Show Me What You Got“, „Nookie“ a pomalejší „Re-arranged“ a dokonce roku se jej prodalo více než 4 miliony kopií. V této době jsou sice LB velice oblíbení ale začínaji se objevovat i jejich odpůrci. Vznikají tak dvě skupiny lidí okolo skupiny, ti co ji milují a ti co ji nenávidí.

### Chocolate Starfish and the Hot Dog Flavoured Water
V roce 2000 skupina vydává album Chocolate Starfish and the Hotdog Flavored Water. Album bylo ihned na prvních příčkách světových žebříčků. Skupina také byla jedinou která měla v britském žebříčku nejprodávanějších alb hned dvě alba současně - Chocolate Starfish a Significant Other. V té době byli na vrcholu své nu-metalové působnosti. Obdrželi spoustu cen, od MTV hned čtyři - v Music Awards za nejlepší webovou stránku, nejlepší skupinu a nejlepší skupinu, ve Video Awards za nejlepší rockové video - „Rollin'“. Fred tehdy řekl:„Prosím vás poslouchejte tohle album s otevřenou myslí. Tyhle písničky jsou bránou k našim duším.“ Poté následovala Anger Management Tour na které se objevil i Eminem, Papa Roach, Xzibit a Zen Master. Když koncertovali 19. ledna 2001 v Austrálii v rámci festivalu Big Day Out, stala se tragédie. Přímo při koncertu zemřela patnáctiletá Jessica na následky infarktu a ušlapání davem. Se skupinou to tehdy hodně zakývalo. Zrušili koncert v Madridu kvůli nevyhovujícím zábranám - nebezpečí pro fanoušky. Evropské turné pokračovalo velice úspěšně. Fred se ale musel vrátit domů do USA kvůli problémům se zády a zbytek turné byl zrušen.

### Odchod Borlanda
V říjnu roku 2001 přišla šokující zpráva - Wes Borland odchází z kapely. Tehdy Fred napsal: „Vím, že se snažíte zjistit, co teď bude. Jako první hodláme prohledat celou zeměkouli a najít nejzkaženějšího kytaristu. Potom s tím nejzkaženějším kytaristou dokončíme to nejohavnější album Limp Bizkit, jaký byste si jen mohli představit. Wes byl velkou částí Limp Bizkit, jste na něj zvyklí, ale jeho rozhodnutí odejít nás postavilo do pozice, kdy víme, že to nej z Limp Bizkit teprve přijde. Lethal, John, Sam a já to bereme jako příležitost změnit naši hudbu.“ Ještě před Wesovým odchodem stihli vydat remixové album New Old Songs. Dokončovali jej však už bez Wese. Datum vydáni 4. oficiálního alba LB byl tedy prosinec 2001. Společně s kapelou na albu spolupracovali velké hvězdy hip-hopu jako například Timbaland, Puff Diddy, Xzibit, Neptunes, William Orbit, Butch Vig, Bubba Sparxxx, Everlast, a další.
Poté začalo období konkurzů a pohovorů, při kterých se snažili najít náhradu na post kytaristy. Trvalo až do konce roku. Fred také žádal Wese, aby o tom znovu popřemýšlel. V létě roku 2002 se začaly proslýchat zprávy o novém albu skupiny. Jméno alba bylo neustále měněno od Less is More až po Surrender. Nakonec se po roce a půl svět dozvěděl jméno nového kytaristy, kterým se stal Mike Smith, chlapík, který začínal s punkovou kapelou Snot. Skupina tedy začala okamžitě nahrávat. 20 songů z doby mezi odchodem Wese a příchodem Mika, které nahráli s hostujícími kytaristy, hlavně tedy s Headem a Munkym z Korn, byli shrnuty ze stolu a začalo se nanovo.

### Results May Vary
Roku 2003 tedy vydávají nové album Results May Vary. Ještě před vydáním alba ale přišlo překvapení - Limp Bizkit společně s Metallicou a Linkin Park na jednom turné po USA - Summer Sanitarium Tour 2003. Rockoví giganti na jednom pódiu a jako předskokani The Deftones a Mudwayne, skupiny se ukázaly s tím nejlepším. Na turné se však stalo na co čekali všichni odpůrci Limp Bizkit. V Chicagu byla skupina napadena a zavalena odpadky za řevu:„Fred Durst fuck off“. Fred si to nenechal líbit, zanadával si a vyzval publikum k boji a poté odehráli 7 písniček. Zbytek turné však skončil pro LB úspěchem. Results May Very je pomalejší, pochmurné album plné balad. Fanoušci byli nejprve šokováni, poté docela zklamáni. Obsahuje písně jako „Gime the Mic“, hit „Eat You Alive“, song proti Britney „Let Me Down“ a také cover „Behind Blue Eyes“, původně od The Who.

### The Unquestionable Truth (Part 1)
V roce 2004 se skupina vydává na turné po snad všech evrpoských zemích včetně České republiky. Turné dopadlo úspěšně. Když se LB vrátili do USA začaly se proslýchat zprávy o možném návratu Borlanda a když se na limpbizkit.com objevily fotky celé skupiny i s Wesem bylo jasno. Wes je zpátky! Fanoušci očekávají nové album, ale plánovaný přelom roku 2004-2005 s novým albem se nekoná. Lidi okolo LB jsou zmateni. Nevědí co si myslet. Okamžitě po návratu Wese odešel ze skupiny jeho „záskok“ Mike Smith. Nakonec album vyšlo bez nějakých velkých boomů v květnu roku 2005. Fred prohlásíl že vyšlo v podstatě v tajnosti kvůli tomu, že chtějí dělat hudbu především pro sebe. Album dostalo název The Unquestionable Truth (Part 1) (což naznačuje, že by měla být i druhá část - part 1 má také jen 7 písniček) a Fred řekl, že je hodně ovlivněno hudbou Rage Against the Machine. Konkrétně tento styl pojmenoval:„Aggression without screaming“ (agrese bez řvaní). Album je úplně o něčem jiném než všechny předchozí. Fredův hlas už není tak výrazný a kytary také nezní stejně, je hodně pesimistické. Moc práce neměl ani DJ Lethal.

### Greatest Hitz
V roce 2005 vydali také album svých největších hitů Greatest Hitz. Krom toho nejlepšího obsahuje také pár nových songů - všechny z éry bez Wese. Přichází další rána. Wes znovu odchazí a sebou bere i několik soundů co po svém návratu nahráli. Wes se také hodně o LB rozpovídal a to ne zrovna v dobrém. Byl hodně znechucen situací v LB.
Limp Bizkit připravují The Unquestionable Truth part 2, Fred natáčí svůj vlastní film, Sam Rivers dělá ze skupinou The Embraced na jejich první full-length nahrávce a John Otto si založil svůj projekt kapelu Stereochemix. Je to hip-hopový projekt několika lidí, kteří se budou snažit o svou vlastní cestu v tomto žánru. Předpokládané datum vydání TUT2 bylo někdy v roce 2006. Oficiální stránka limpbizkit.com zeje prázdnotou a většina novinek se objevuje na jejich myspace - nové songy, videa a Fredova prohlášení.

### Sjednocení a Gold Cobra
Ke konci roku 2008 oznámil člen skupiny Sam Rivers, že Limp Bizkit pracují na novém studiovém album. Fanoušky skupiny tato zpráva velmi potěšila a ke kapele se dokonce znovu vrátil Wes Borland.
24. srpna 2009 proběhl oficiální začátek tvoření nového CD a o měsíc později uvedl zpěvák Fred Durst, že se již pracuje pouze na vokálech. Nová deska ponese název Gold Cobra a do prodeje se dostane v roce 2011.
Limp Bizkit v rámci svého comebackového turné se zastaví na mnoho místech, jmenujme třeba uznávaný německý festival Rock Am Ring, dále se kapela chystá do Slovenska na Top Fest a ochuzeno by nemělo být ani Rusko. Celé turné proběhlo na jaře roku 2009.

## Členové

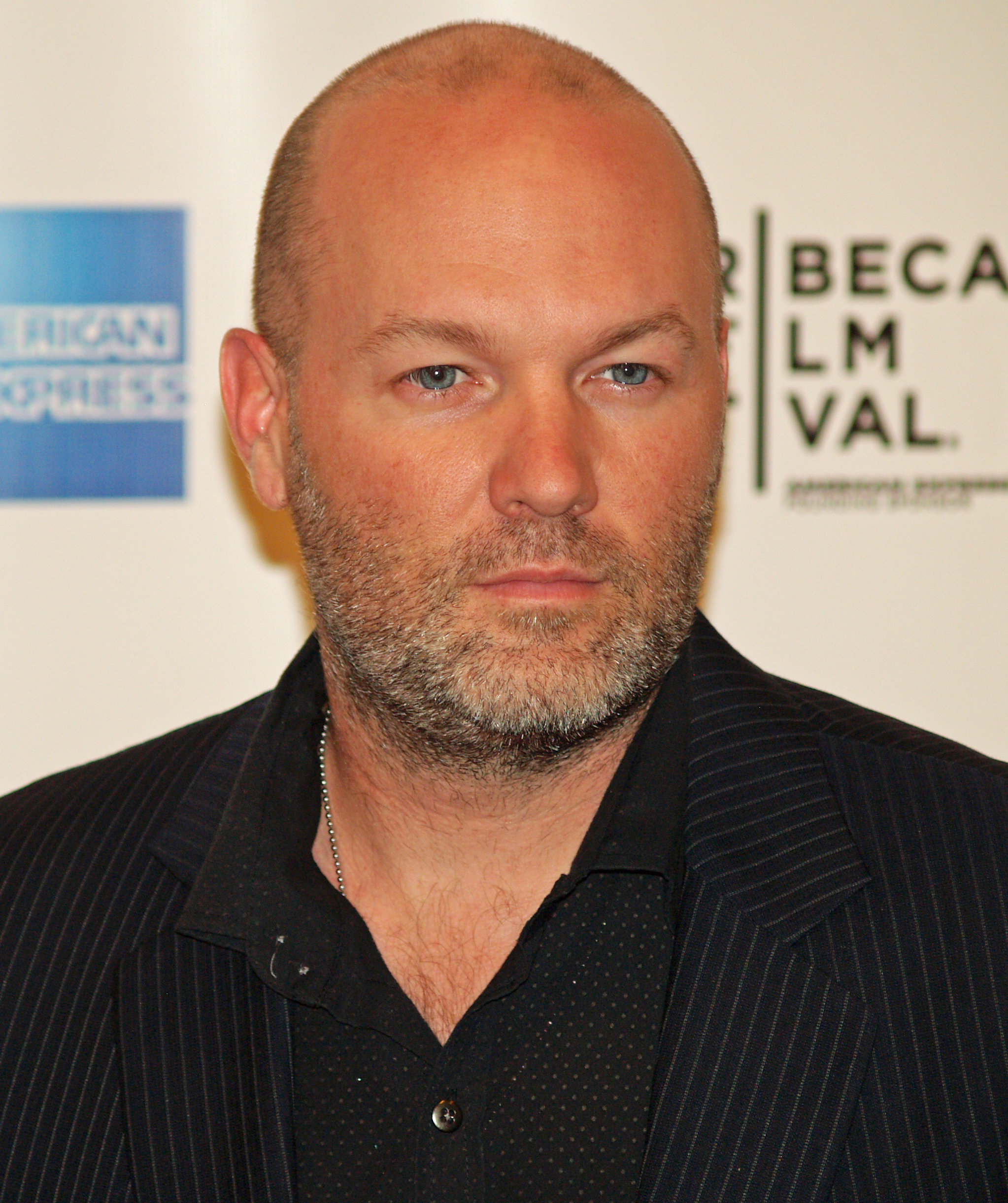
Fred Durst

### Současní:
- Fred Durst - Zpěv, občas kytara (1994–2006, 2009–současnost)
- Sam Rivers - Basová kytara (1994–2006, 2009–2015, 2019–současnost)
- John Otto - Bicí (1994–2006, 2009–současnost)
- Wes Borland - Kytara (1994-2002, 2004-2005, 2009 - současnost)

- DJ Lethal - Turntables/keyboards/samples (1996-2006, 2009-2012, 2012-2013, 2018-současnost)

### Bývalý členové:
- Rob Waters – kytary (1994–1995)
- Terry Balsamo – kytary (1995)
- Scott Borland – klávesy, programování (1995–1996)
- Mike Smith – kytary (2002–2004)

## Diskografie

### Studiová alba
- 1997 - Three Dollar Bill, Yall$
- 1999 - Significant Other
- 2000 - Chocolate Starfish and the Hotdog Flavored Water
- 2003 - Results May Vary
- 2010 - Smelly Beaver
- 2011 - Gold Cobra
- 2021 - Still Sucks

### EP
- 2005 - The Unquestionable Truth (Part 1)

### Živá alba
- 2008 - Rock Im Park 2001

### Kompilace
- 2001 - New Old Songs
- 2005 - Greatest Hitz
- 2008 - Collected